# HP-45
HP-45 (s kodnim imenom »Wizard« (Čarodej), kar je bila prva znana raba kodnega imena za kalkulator) je bil tretji žepni kalkulator ter drugi znanstveni žepni kalkulator podjetja Hewlett-Packard. Izdelali so ga leta 1973. Prodajna cena je bila 395 $. Izdelovali so ga do leta 1976, ko je bila cena 195 $. 

## Značilnosti
Bil je izboljšava prvega žepnega kalkulatorja HP-35. Še posebej pomembna novost je bila zlatorumena dvižna (shift) tipka f, s katero so druge tipke dobile dodatno funkcijo.
HP-45 je za priboljšek vseboval tudi nedokumentirano uro, ki je omogočala uporabnikom sicer ne preveč točen način štoparice. Ura ni bila točna, ker ni imela kristalnega oscilatorja. Takšen oscilator je imel kasneje HP-55. HP-45 je imel nadzor izhodnega formata (namesto čisto samodejnega formata HP-35).
Kot vsi kalkulatorji podjetja Hewlett-Packard v tem in kasnejšem času je HP-45 uporabljal obrnjeni poljski zapis (RPN) in fiksni štirinivojski samodejni sklad operandov (X, Y, Z, T). Imel je 35 tipk in 12 mestni prikazovalnik števil z rdečimi svetlečimi diodami (LED).

## Tipke
| 1/x    | ln     | ex  | FIX | f   |
| x2     | →P     | SIN | COS | TAN |
| x<>y   | R↓     | STO | RCL | %   |
| ENTER↑ | ENTER↑ | CHS | EEX | CLX |
| -      | 7      | 8   | 8   | 9   |
| +      | 4      | 5   | 5   | 6   |
| ×      | 1      | 2   | 2   | 3   |
| ÷      | 0      | .   | .   | Σ+  |